# Эванс, Рашад
Рашад Антон Эванс (англ. Rashad Anton Evans; род. 25 сентября 1979, Ниагара-Фоллс, Нью-Йорк, США) — американский боец смешанного стиля, бывший чемпион Ultimate Fighting Championship в полутяжёлой весовой категории. Победитель шоу The Ultimate Fighter 2. Член зала славы UFC.

## Биография

### Борьба
Борясь за среднюю школу Niagara-Wheatfield High School из города Сэнборн, штат Нью-Йорк, Эванс дважды добирался до финала штата Нью-Йорк, выиграв в своей весовой категории для своего округа. В 1997 году он занял 4 место в весе до 145 фунтов, через год, в 1998 году, также 4 место в весе до 171 фунтов. В 1999 году он поступил в юниорскую Национальную ассоциацию студенческого спорта (англ. National Junior College Athletic Association), и в чемпионате ассоциации в весе 165 фунтов занял 4-е место. Выступив ещё раз на этом турнире в 2000 году, он стал чемпионом в классе 165 фунтов веса.
Перейдя в первый дивизион NCAA по борьбе, Эванс выступал за штат Мичиган, в Конференции Big Ten (старейшая конференция в первом дивизионе студенческого спорта США. В настоящее время в состав конференции входит 12 университетов, расположенных в основном на Среднем Западе, от Небраски на западе до Пенсильвании на востоке). В 2002 году он закончил чемпионат конференции на 4-м месте, проиграв решением Джейкобу Фолькманну в матче за третье место.
В 2003 году Эванс снова соревновался в весе 174 фунтов, завоевав 3-е место в Конференции Big Ten. Выйдя в первом дивизионе NCAA на 3-ое место, Эванс выиграл свой стартовый матч, проиграв в конечном итоге будущему национальному чемпиону Робби Уоллеру. В следующей схватке он победил легендарного Грега Джонса, трёхкратного Национального Чемпиона, который закончил свою карьеру в NCAA с рекордом 126-4. Эванс выиграл матч решением судей со счётом 3-2, став одним из 4 человек, победивших Джонса в его карьере NCAA. Эванс проиграл свой следующий матч, который бы квалифицировал его на статус All-America (команда All-America — почётная команда из любого американского спортколледжа, состоящая из выдающихся игроков-любителей, считающихся лучшими игроками определённого сезона для каждой команды), в равном бою с решением судей 3-2, и закончил свою карьеру в ассоциации. Он закончил свою карьеру в штате Мичиган с рекордом 48 побед и 34 поражения.

## Титулы и достижения
- Ultimate Fighting Championship
  - Чемпион UFC в полутяжёлом весе (2008).
  - Победитель The Ultimate Fighter 2 в тяжёлом весе.
- Sherdog
  - Боец года (2008)[7]
  - Нокаут года (2008) Против Чака Лиделла[8]

## Статистика в ММА
| Боёв 29  | Побед 20 | Поражений 8 |
| -------- | -------- | ----------- |
| Нокаутом | 8        | 3           |
| Сдачей   | 1        | 0           |
| Решением | 11       | 5           |
| Ничьи    | 1        | 1           |

| Результат | Рекорд | Соперник                | Способ                       | Турнир                             | Дата             | Раунд | Время | Место                | Примечание                                                  |
| --------- | ------ | ----------------------- | ---------------------------- | ---------------------------------- | ---------------- | ----- | ----- | -------------------- | ----------------------------------------------------------- |
| Победа    | 20-8-1 | Габриэль Чеко           | Единогласное решение         | Eagle FC 44                        | 28 января 2022   | 3     | 5:00  | Майами, Флорида, США |                                                             |
| Поражение | 19-8-1 | Энтони Смит             | KO (удар коленом)            | UFC 225                            | 9 июня 2018      | 1     | 0:53  | Чикаго, США          | Вернулся в полутяжёлый вес.                                 |
| Поражение | 19-7-1 | Сэм Алви                | Раздельное решение           | UFC Fight Night: Pettis vs. Moreno | 5 августа 2017   | 3     | 5:00  | Мехико, Мексика      |                                                             |
| Поражение | 19-6-1 | Дэниел Келли            | Раздельное решение           | UFC 209                            | 4 марта 2017     | 3     | 5:00  | Лас-Вегас, США       | Дебют в среднем весе.                                       |
| Поражение | 19-5-1 | Гловер Тейшейра         | Нокаутом (удары)             | UFC on Fox: Teixeira vs. Evans     | 16 апреля 2016   | 1     | 1:48  | Тампа, США           |                                                             |
| Поражение | 19-4-1 | Райан Бейдер            | Единогласным решением судей  | UFC 192                            | 3 октября 2015   | 3     | 5:00  | Хьюстон, США         |                                                             |
| Победа    | 19-3-1 | Чейл Соннен             | Технический нокаут (удары)   | UFC 167                            | 16 ноября 2013   | 1     | 4:05  | Лас-Вегас, США       |                                                             |
| Победа    | 18-3-1 | Дэн Хендерсон           | Раздельным решением судей    | UFC 161                            | 15 июня 2013     | 3     | 5:00  | Виннипег, Канада     |                                                             |
| Поражение | 17-3-1 | Антониу Рожериу Ногейра | Единогласным решением судей  | UFC 156                            | 2 февраля 2013   | 3     | 5:00  | Лас-Вегас, США       |                                                             |
| Поражение | 17-2-1 | Джон Джонс              | Единогласным решением судей  | UFC 145                            | 21 апреля 2012   | 5     | 5:00  | Атланта, США         | Бой за титул чемпиона UFC в полутяжёлом весе.               |
| Победа    | 17-1-1 | Фил Дэвис               | Единогласным решением судей  | UFC on Fox: Evans vs. Davis        | 28 января 2012   | 5     | 5:00  | Чикаго, США          |                                                             |
| Победа    | 16-1-1 | Тито Ортис              | Технический нокаут           | UFC 133                            | 6 августа 2011   | 2     | 4:48  | Филадельфия, США     | Бой вечера.                                                 |
| Победа    | 15-1-1 | Куинтон Джексон         | Единогласным решением судей  | UFC 114                            | 29 мая 2010      | 3     | 5:00  | Лас-Вегас, США       |                                                             |
| Победа    | 14-1-1 | Тиагу Силва             | Единогласным решением судей  | UFC 108                            | 2 января 2010    | 3     | 5:00  | Лас-Вегас, США       |                                                             |
| Поражение | 13-1-1 | Лиото Мачида            | Нокаут (удары)               | UFC 98                             | 23 мая 2009      | 2     | 3:57  | Лас-Вегас, США       | Утратил титул чемпиона UFC в полутяжёлом весе.              |
| Победа    | 13-0-1 | Форрест Гриффин         | Технический нокаут (удары)   | UFC 92                             | 27 декабря 2008  | 3     | 2:46  | Лас-Вегас, США       | Завоевал титул чемпиона UFC в полутяжёлом весе. Бой вечера. |
| Победа    | 12-0-1 | Чак Лидделл             | Нокаут (удары)               | UFC 88                             | 6 сентября 2008  | 2     | 1:51  | Атланта, США         | Нокаут вечера. Нокаут года-2008.                            |
| Победа    | 11-0-1 | Майкл Биспинг           | Раздельным решением судей    | UFC 78                             | 17 ноября 2007   | 3     | 5:00  | Ньюарк, США          |                                                             |
| Ничья     | 10-0-1 | Тито Ортис              | Ничья                        | UFC 73                             | 7 июля 2007      | 3     | 5:00  | Сакраменто, США      |                                                             |
| Победа    | 10-0   | Шон Салмон              | Нокаут (удар ногой в голову) | UFC Fight Night: Evans vs Salmon   | 25 января 2007   | 2     | 1:06  | Холливуд, США        | Нокаут вечера                                               |
| Победа    | 9-0    | Джейсон Ламберт         | Нокаут (удары)               | UFC 63: Hughes vs. Penn            | 23 сентября 2006 | 2     | 2:22  | Анахайм, США         |                                                             |
| Победа    | 8-0    | Стефан Боннар           | Решением судей               | UFC Fight Night 5                  | 28 июня 2006     | 3     | 5:00  | Лас-Вегас, США       |                                                             |
| Победа    | 7-0    | Сэм Хогер               | Раздельным решением судей    | UFC Fight Night 4                  | 6 апреля 2006    | 3     | 5:00  | Лас-Вегас, США       |                                                             |
| Победа    | 6-0    | Брэд Имес               | Раздельным решением судей    | The Ultimate Fighter 2 Finale      | 5 ноября 2005    | 3     | 5:00  | Лас-Вегас, США       | Победа в турнире The Ultimate Fighter 2.                    |
| Победа    | 5-0    | Хайме Хара              | Единогласным решением судей  | GC 27: FightFest 2                 | 3 июня 2004      | 3     | 5:00  | Колуса, США          | Победа в Gladiator Challenge Light Heavyweight Tournament.  |
| Победа    | 4-0    | Гектор Рамирес          | Единогласным решением судей  | GC 27: FightFest 2                 | 3 июня 2004      | 2     | 5:00  | Колуса, США          |                                                             |
| Победа    | 3-0    | Брайан Пардо            | Технический нокаут (удары)   | GC 26: FightFest 1                 | 2 июня 2004      | 1     | 3:24  | Колуса, США          |                                                             |
| Победа    | 2-0    | Дэнни Андерсон          | Технический нокаут (удары)   | Dangerzone: Cage Fighting          | 10 апреля 2004   | 1     | 3:09  | Осеола, Айова, США   |                                                             |
| Победа    | 1-0    | Деннис Рид              | Удушающий приём (Д’Арс)      | Dangerzone: Cage Fighting          | 10 апреля 2004   | 1     | 0:50  | Оцеола, Айова, США   |                                                             |